# 월트 디즈니 다이렉트투컨슈머 & 인터내셔널
월트 디즈니 다이렉트투컨슈머 & 인터내셔널(Walt Disney Direct-to-Consumer & International, 줄여서 DTCI)은 디즈니의 스트리밍 서비스와 해외 미디어 사업부로 구성된, 월트 디즈니 컴퍼니의 부서였다.

## 주요 사업

### 스트리밍 서비스
- 디즈니+
- ESPN+
- 훌루
- 디즈니+ 핫스타

### 기술 서비스
- DTCI 테크놀로지
- 디즈니 스트리밍 서비스
- DTCI 디지털 미디어
  - ABC 뉴스 디지털과 라이브 스트리밍
  - ABC 뉴스 라이브
  - 538
- 디즈니 디지털 네트워크